# Xã Butler, Quận Adams, Pennsylvania
Xã Butler (tiếng Anh: Butler Township) là một xã thuộc quận Adams, tiểu bang Pennsylvania, Hoa Kỳ. Năm 2010, dân số của xã này là 2.567 người.